# مرجان کاوسی
مرجان کاوسی (زاده ۱۳۶۴ در تهران)، سیاستمدار اصلاح طلب ایرانی و فعال حوزه زنان است.

## سوابق
- عضو مجمع زنان اصلاح طلب[۲][۳][۴]

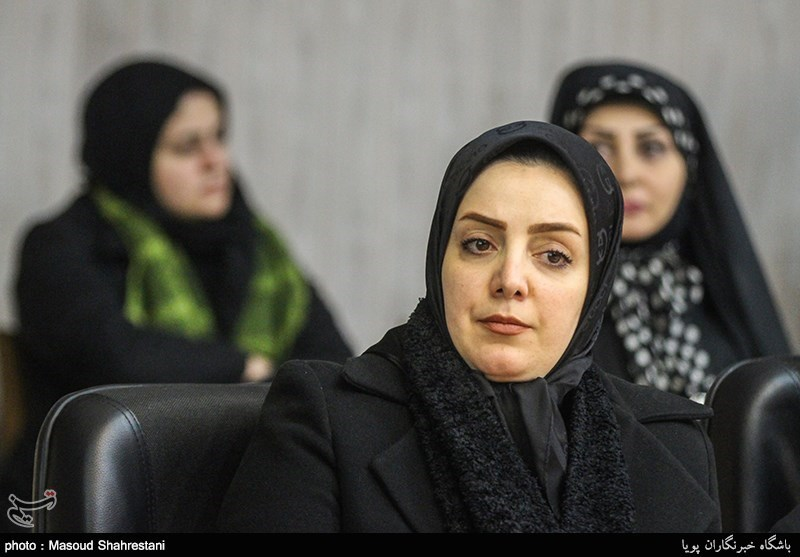

- عضو هیئت اجرایی کمیته زنان حزب اراده ملت ایران[۵]
- عضو هییت رئیسه ستاد جوانان ائتلاف فراگیر اصلاح طلبان در انتخابات ریاست‌جمهوری ایران (۱۳۹۶)[۶][۷]
- دبیری شورای همگرایی زنان اصلاح طلب در انتخابات مجلس دهم[۸]
- هیئت تحریریه دو هفته‌نامهٔ آیت ماندگار
- عضو شورای سیاستگذاری حزب اراده ملت ایران
[۹]
- رئیس کمیته زنان حزب اراده ملت ایران
[۱۰]
- عضو شورای سیاستگذاری معاونت جوانان ستاد ائتلاف فراگیر اصلاح طلبان در انتخابات مجلس دهم[۱۱][۱۲]
- عضو شورای معاونت زنان ستاد ائتلاف فراگیر اصلاح طلبان در انتخابات مجلس دهم[۱۳]

## تحصیلات
- لیسانس مهندسی برق-تکنولوژی الکترونیک از دانشگاه جامع علمی کاربردی
- لیسانس حقوق و فوق لیسانس حقوق خصوصی از دانشگاه آزاد اسلامی واحد علوم و تحقیقات تهران
- دانشجویی دکتری حقوق خصوصی از دانشگاه بین المللی آیت الله آملی